# Волховская-Бек-Назарова, Софья Павловна
Софья Павловна Волховская-Бек-Назарова (16 апреля 1888, Смоленск — 2 марта 1956, Москва) — советская актриса театра и кино, Заслуженная артистка РСФСР (1947), жена известного армянского режиссёра Амбарцума Бекназаряна.

## Биография
Играла в Театре Корша, затем в Русской государственной драме в Киеве (1926—1928).
В 1929—1930 годах была актрисой Бакинского рабочего театра.
В 1934 году поступила в Центральный театр Красной Армии.
В 1940-х—1950-х годах играла в Центральном детском театре (ЦДТ).
Умерла 2 марта 1956 года. Похоронена на Армянском кладбище в Москве.

## Роли в кино
- 1917 — Кумир поверженный — Кити, жена писателя
- 1917? — Пришедшая с улицы — главная роль
- 1918 — Бог мести — Софья Ардашева, курсистка, затем его жена
- 1918 — Вечная сказка жизни — Илька (главная роль)
- 1918 — Когда мы, мертвые, воскреснем? — Ирэна (главная роль)
- 1918 — Три вора
- 1942 — Дочка (Dustre, короткометражный) — Мама[4][5]

## Роли в театре
Ниже приведён неполный список ролей Волховской в ЦДТ:
- Королева (мать Людовины) — «Жан бесстрашный», Т. Г. Граббе;
- Анна Егоровна (мать Валентина) — «Грач, птица весенняя», С. Д. Мстиславский (1945, реж. Леонид Волков);
- Немка — «Сын полка», Валентин Катаев (1945);
- Колдунья Моргана — «Веселое сновидение», Сергей Михалков (1946, реж. Валентин Колесаев);
- Анна Савишна Глобова — «Дубровский», А. С. Пушкин (1949, реж. Валентин Колесаев и Анна Некрасова);
- Валентина Васильевна (классный руководитель) — «Ее друзья», Виктор Розов (1949, реж. Ольга Пыжова и Борис Бибиков);
- Маргарита Васильевна (секретарь института) — «Тайна вечной ночи», И. В. Луковский (1949, реж. Анна Некрасова и Георгий Товстоногов);
- Елизавета Максимовна Павлова (старая учительница) — «Страница жизни», Виктор Розов (1953, реж. Мария Кнебель).